# Mohr (shahrestan)
Mohr (persiska: Shahrestān-e Mohr, شهرستان مهر, مهر) är en shahrestan, delprovins, i Iran.   Den ligger i provinsen Fars, i den södra delen av landet, 900 km söder om huvudstaden Teheran.
Delprovinsen hade 64 827 invånare 2016.